# Robert Krotzer
Robert Krotzer (* 24. Mai 1987 in Braunau am Inn, Oberösterreich) ist ein österreichischer Politiker (KPÖ) und seit dem 5. April 2017 Stadtrat für Gesundheit und Pflege in Graz.

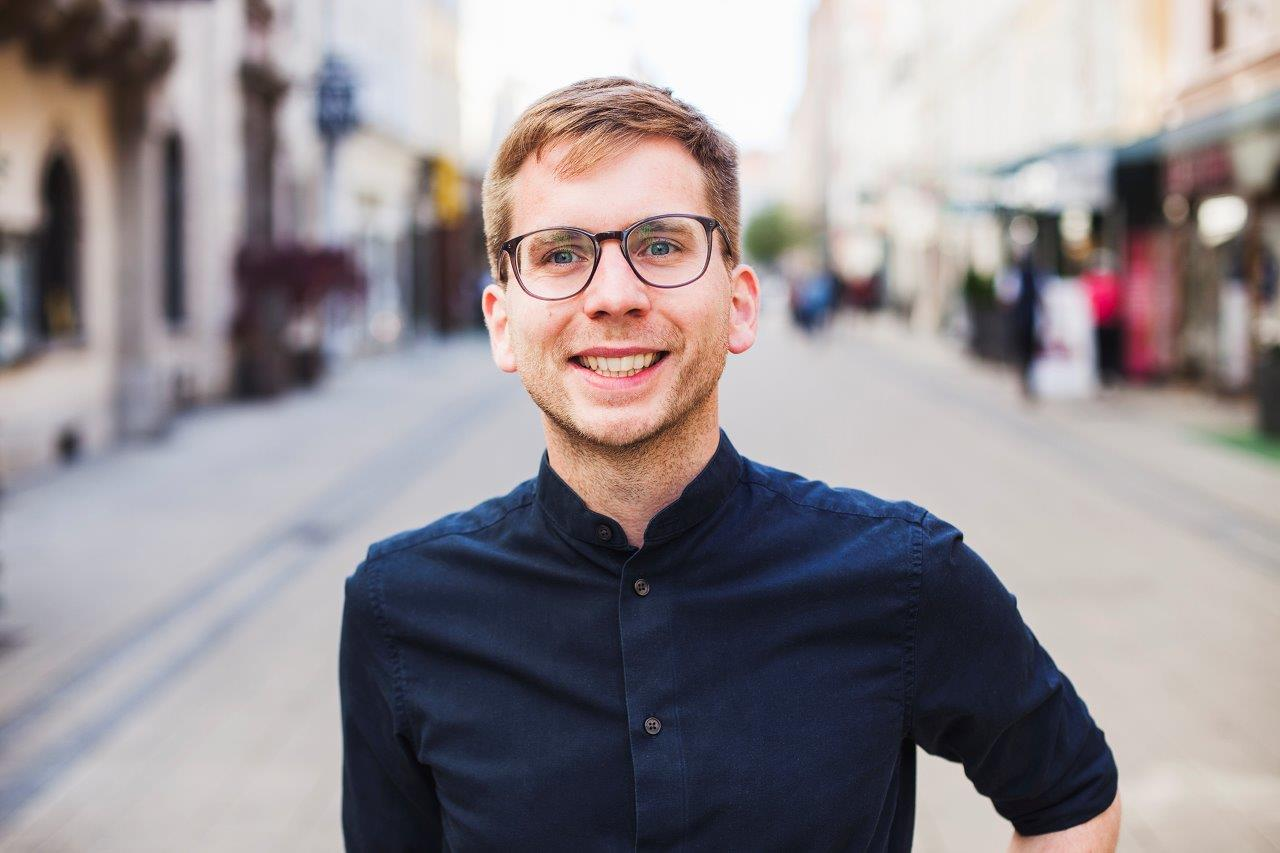
Robert Krotzer (2023)

## Leben
Robert Krotzer wurde in Braunau am Inn geboren, besuchte die Volksschule in seinem Heimatort Burgkirchen, die Hauptschule in Mauerkirchen und maturierte an der Handelsakademie Braunau. Seinen Zivildienst leistete er bei der Volkshilfe. 2007 zog er für das Lehramtsstudium Deutsch und Geschichte nach Graz in die Steiermark. Nach Abschluss seines Studiums absolvierte er sein Unterrichtspraktikum am BRG Kepler und unterrichtete an der NMS/BG/BRG Klusemann (Mittelschule, Bundesgymnasium und Bundesrealgymnasium).
Seit 2023 ist Krotzer mit der deutschen Politikerin Ines Schwerdtner liiert.

## Politischer Werdegang
2002 trat er in die Kommunistische Jugend ein und wurde 2008 zum Bundesvorsitzenden. Während seiner Studienzeit trat er auch dem Kommunistischen Studierendenverband bei und kandidierte bei den ÖH-Wahlen. 2011 wurde er als Spitzenkandidat an der Universität Graz zum Mandatar in der Universitätsvertretung sowie in die Studienvertretung Geschichte gewählt.
Nach der Gemeinderatswahl in Graz 2017 wurde er Stadtrat für Gesundheit und Pflege und damit neben Elke Kahr zum zweiten kommunistischen Stadtregierungsmitglied. Mit damals 29 Jahren ist er der jüngste Stadtrat in der Geschichte von Graz.
Der Wahlerfolg der KPÖ bei der Gemeinderatswahl in Graz 2021 führte zu einer Erweiterung des Gesundheitsressorts. Demnach wurden die Agenden Integration, Arbeit und Beschäftigung sowie Geriatrische Gesundheitszentren (GGZ) in Krotzers Verantwortungsbereich eingebunden.
Nachdem Claudia Klimt-Weithaler im Oktober 2023 aus gesundheitlichen Gründen vom Landesparteivorsitz zurückgetreten war, übernimmt Krotzer seitdem interimistisch die Funktion des Landesparteivorsitzenden bis zum nächsten Parteitag. Am 12. Juli 2025 wurde Alexander Melinz am Landesparteitag mit 97 Prozent der Stimmen zum Landesvorsitzenden gewählt.
Wie alle KPÖ Funktionäre mit politischem Amt in der Steiermark spendet auch Krotzer einen Großteil seines Gehalts an Menschen in Notlagen. Von den € 11.847,10 brutto behält sich der Grazer Stadtrat lediglich € 2.200.

## Projekte als Stadtrat in Graz
Als es im Jänner 2019 zu einem Ausbruch an Masern im LKH Graz kam, leitete Krotzer als Stadtrat für Gesundheit umfangreiche Impfangebote an Schulen ein, um der öffentlichen Verunsicherung entgegenzuwirken und einen weiteren Ausbruch zukünftig zu verhindern.
Während seiner Amtszeit ließ er vom Gemeinderat 2018 ein Pflegemodell mit einem Schwerpunkt auf mobile Dienste anstatt Pflegeheimen beschließen. 2023 wurde das Grazer Modell für die gesamte Steiermark und damit erstmals in einem Bundesland übernommen.
Am 11. September 2023 wurde auf Initiative Krotzers mit der Gesundheitsdrehscheibe eine Gratis-Gesundheitsberatungsstelle nach Hamburger Vorbild eröffnet. Pflegefachkräfte, Physio- und Psychotherapeuten wie Sozialarbeiter bieten dort niederschwellige Beratung an.
Das unter Krotzer neu erarbeitete Leitbild „Graz sind wir alle“ bildet die Grundlage der zukünftigen Integrationsarbeit der Stadt Graz und wurde im April 2023 vom Gemeinderat beschlossen.

## Publikationen
- Langes Schweigen. Der NS-Faschismus in österreichischen Schulbüchern. KZ-Verband 2015, ISBN 978-3-9503543-3-1